# 亞歷山德拉·布格哈特
亞歷山德拉·布格哈特（德語：Alexandra Burghardt，1994年4月28日—），德國田徑和雪車運動員，她代表德國隊參加了中國舉行的2022年冬季奧林匹克運動會，並且在女子雙人比賽上獲得銀牌。